# Marshallische Fußballnationalmannschaft
Die marshallische Fußballnationalmannschaft vertritt den pazifischen Inselstaat Marshallinseln im internationalen Männerfußball und wird von der Marshall Islands Soccer Federation geführt. Sie ist kein Mitglied der FIFA oder der OFC.

## Geschichte
Vor 2020 bezeichnete sich der Fußballverband der Marshallinseln (MISF) selbst als das letzte Land der Welt ohne eigene Fußballnationalmannschaft und als eines der wenigen souveränen Länder weltweit, das weder Mitglied der FIFA noch eines regionalen Dachverbands war. Das Land hatte praktisch keine Fußballgeschichte, da aufgrund der engen Beziehungen zu den Vereinigten Staaten auf den Inseln vorwiegend Sportarten wie Baseball und Basketball gespielt wurden.
Die Marshall Islands Soccer Federation wurde am 31. Dezember 2020 gegründet.
Im Dezember 2021 stellte die Organisation ihren ersten Technischen Direktor ein, den britischen UEFA-lizenzierten Trainer Lloyd Owers, der im Sommer 2023 die 13.000 km lange Reise in das Land antrat. Owers wird für den Aufbau der Fußballstruktur des Landes verantwortlich sein, von Jugendprogrammen bis hin zur A-Nationalmannschaft.
Im Januar 2024 fand auf den Marshallinseln das erste Treffen der Spieler statt, die die Nationalmannschaft bilden sollten.
Im Juni 2025 wurde bekannt gegeben, dass der Verband die Einreichung von Anträgen bei der AFC und der CONCACAF vorbereitete. Der technische Direktor Lloyd Owers erklärte, dass diese beiden Konföderationen einer Mitgliedschaft gegenüber offener seien.
Im August 2025 richtete der Verband den Outrigger Challenge Cup 2025 aus. Das Turnier wurde im amerikanischen Springdale (Arkansas), ausgetragen, da dort die größte marshallische Bevölkerung außerhalb der Inseln lebt. Während des Turniers, am 14. August 2025, bestritt die Marshallinseln ihr erstes Spiel überhaupt, eine 0:4-Niederlage gegen die Amerikanischen Jungferninseln. Im zweiten Spiel gegen die Turks- und Caicosinseln erzielte Josiah Blanton das erste Tor für die Marshallinseln überhaupt.

## Team-Image
Die Marshallinseln haben eine relativ kleine Bevölkerung von etwa 60.000 Einwohnern. Allerdings leben weitere 20.000 bis 30.000 marshallische Staatsbürger in den Vereinigten Staaten, hauptsächlich in Hawaii und Arkansas. Der Fußballverband hat erklärt, dass die Grundlage des Teams aus Spielern mit Wohnsitz auf den Marshallinseln bestehen würde, ergänzt durch Mitglieder der Diaspora.
Vom 3. bis 18. März 2023 veranstaltete der MISF einen Wettbewerb, um ein Design für das erste Trikot der Mannschaft zu finden. Über 150 Entwürfe wurden aus aller Welt eingereicht. Im folgenden Monat gab der Verband die vier Finalisten bekannt. Das Gewinnerdesign wurde am 19. September 2023 bekannt gegeben. Die Marshallinseln haben seitdem ihr erstes Fußballtrikot vorgestellt und einen Vertrag mit PlayerLayer unterzeichnet. Die Trikots werden aus recyceltem Kunststoff hergestellt, um das Bewusstsein für den Klimawandel zu schärfen.

## Stadion
Das Nationalstadion der Marshallinseln ist das Majuro Track and Field Stadium mit einer Kapazität von 2000 Plätzen, das als Austragungsort für die Mikronesienspiele 2024 gebaut wurde. Es ist ein wichtiger Bestandteil der Infrastruktur für die Pläne des Verbandes, der Oceania Football Confederation und der FIFA beizutreten.

## Spiele und Ergebnisse
| Datum         | Spielort                  | Gegner                       | Ergebnis  | Art des Spiels               | Torschützen                                          |
| ------------- | ------------------------- | ---------------------------- | --------- | ---------------------------- | ---------------------------------------------------- |
| 14. Aug. 2025 | Springdale, Arkansas, USA | Amerikanische Jungferninseln | 0:4 (0:2) | Outrigger Challenge Cup 2025 |                                                      |
| 16. Aug. 2025 | Springdale, Arkansas, USA | Turks- und Caicosinseln      | 2:3 (1:3) | Outrigger Challenge Cup 2025 | Josiah Blanton (27.), Aaron Anitok-Brokken (72., FE) |

## Direkter Vergleich
| Platz | Team                         | Sp | S | U | N | GF | GA | GD | Pkt |
| ----- | ---------------------------- | -- | - | - | - | -- | -- | -- | --- |
| 1     | Turks- und Caicosinseln      | 1  | 0 | 0 | 1 | 2  | 3  | −1 | 0   |
| 2     | Amerikanische Jungferninseln | 1  | 0 | 0 | 1 | 0  | 4  | −4 | 0   |

## Kader
Stand der Leistungsdaten: 16. August 2025, nach dem Outrigger Challenge Cup 2025 
| Position   | Nr. | Name                 | Verein                  | Geburts- datum | Einsätze | Tore | Debüt | Letzter Einsatz |
| ---------- | --- | -------------------- | ----------------------- | -------------- | -------- | ---- | ----- | --------------- |
| Tor        | 01  | Matt Perrella        |                         | 6. Okt. 1991   | 02       | 0    |       |                 |
| Tor        | 16  | Jon Koehler          |                         | 23. Feb. 1982  | 0        | 0    |       |                 |
| Abwehr     | 02  | Patrick Phelon       |                         | 5. Aug. 1986   | 01       | 0    |       |                 |
| Abwehr     | 05  | Danny Razook         |                         | 39 Jahre       | 0        | 0    |       |                 |
| Abwehr     | 06  | Josiah Blanton       | Ocean City Nor’easters  | 6. Feb. 2002   | 02       | 01   |       |                 |
| Abwehr     | 19  | Seth Sidle           | Susquehanna River Hawks | 4. Dez. 2002   | 01       | 0    |       |                 |
| Abwehr     | 21  | Gladius Edejer       | Cheney Blackhawks       | 17 Jahre       | 0        | 0    |       |                 |
| Mittelfeld | 04  | Ben Hill             |                         | 18 Jahre       | 0        | 0    |       |                 |
| Mittelfeld | 07  | Zach Hill            |                         | 22 Jahre       | 01       | 0    |       |                 |
| Mittelfeld | 08  | Cullen Turanga       |                         | 7. Sep. 2006   | 01       | 0    |       |                 |
| Mittelfeld | 10  | Lucas Schriver       | Wheaton Thunder         | 20 Jahre       | 01       | 0    |       |                 |
| Mittelfeld | 11  | Folliet Schutz       |                         | 28. März 2002  | 01       | 0    |       |                 |
| Mittelfeld | 12  | Vinay Kumar          | Williams Baptist Eagles | 18 Jahre       | 0        | 0    |       |                 |
| Mittelfeld | 14  | Gallegos Kumar       |                         | 18 Jahre       | 0        | 0    |       |                 |
| Mittelfeld | 17  | Dominic Pace         |                         | 18 Jahre       | 0        | 0    |       |                 |
| Mittelfeld | 18  | Jaya Corder          |                         | 11. Aug. 2007  | 0        | 0    |       |                 |
| Mittelfeld | 22  | David Nigro          | Jackson Lions           | 18. Mai 1995   | 01       | 0    |       |                 |
| Mittelfeld | 23  | Zach London          |                         | 15 Jahre       | 0        | 0    |       |                 |
| Angriff    | 09  | Karios Zinihite      |                         | 2. Feb. 2004   | 0        | 0    |       |                 |
| Angriff    | 15  | Matt John            |                         | 21. März 2001  | 0        | 0    |       |                 |
| Angriff    | 20  | Aaron Anitok-Brokken | Clark Penguins          | 14. Aug. 2007  | 02       | 01   |       |                 |